# Technopolis Oyj
Pour les articles homonymes, voir Technopolis.

Technopolis Oyj est une entreprise publique finlandaise proposant des espaces et des services  d'incubateur d'entreprises. 

## Présentation
Dans les pays nordiques et dans la région de la baltique, Technopolis possède et gère des incubateurs situés à côté des universités ou en centres-villes.
Sa clientèle est centrée sur les entreprises technologiques et de services, mais l'objectif est de renforcer la part des secteurs de la santé et de l'éducation notamment en investissant dans les services spécifiques dont ces segments ont besoin.

## Immobilier

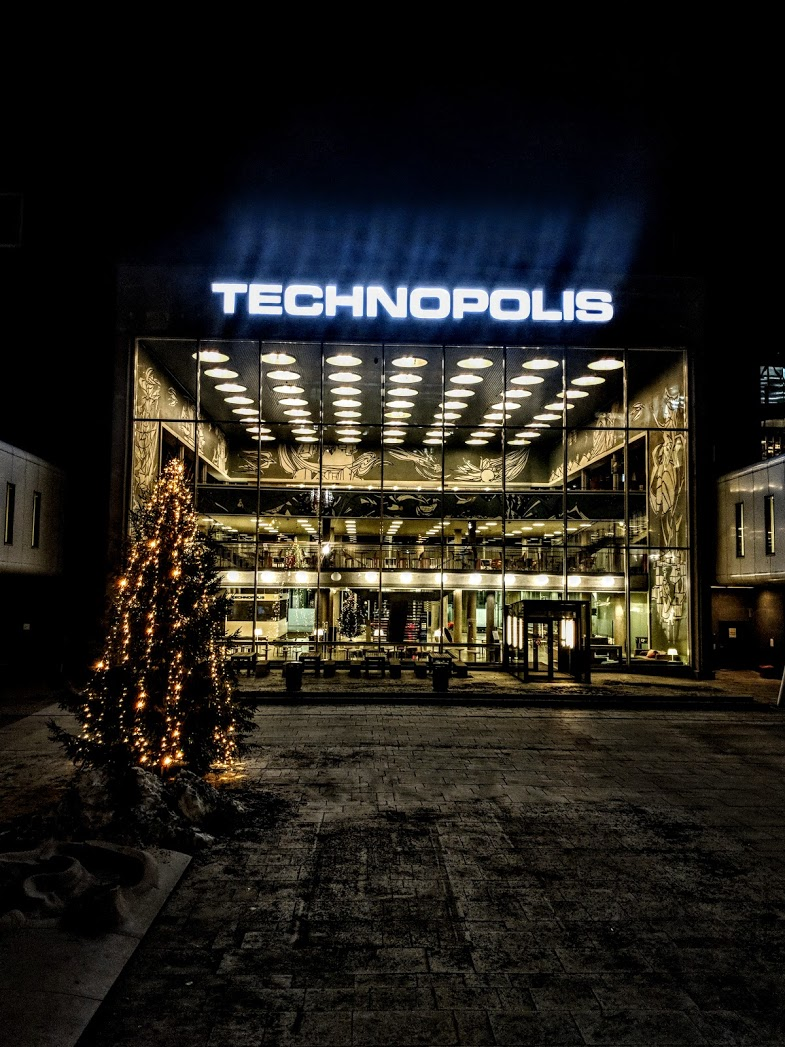
Technopolis Fornebu à Oslo.

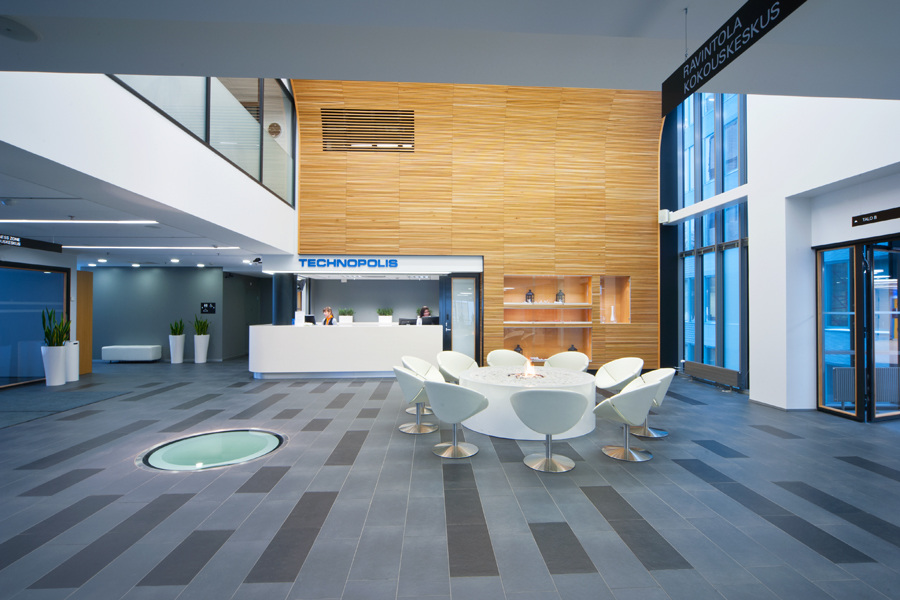
Technopolis Yliopistorinne à Tampere.

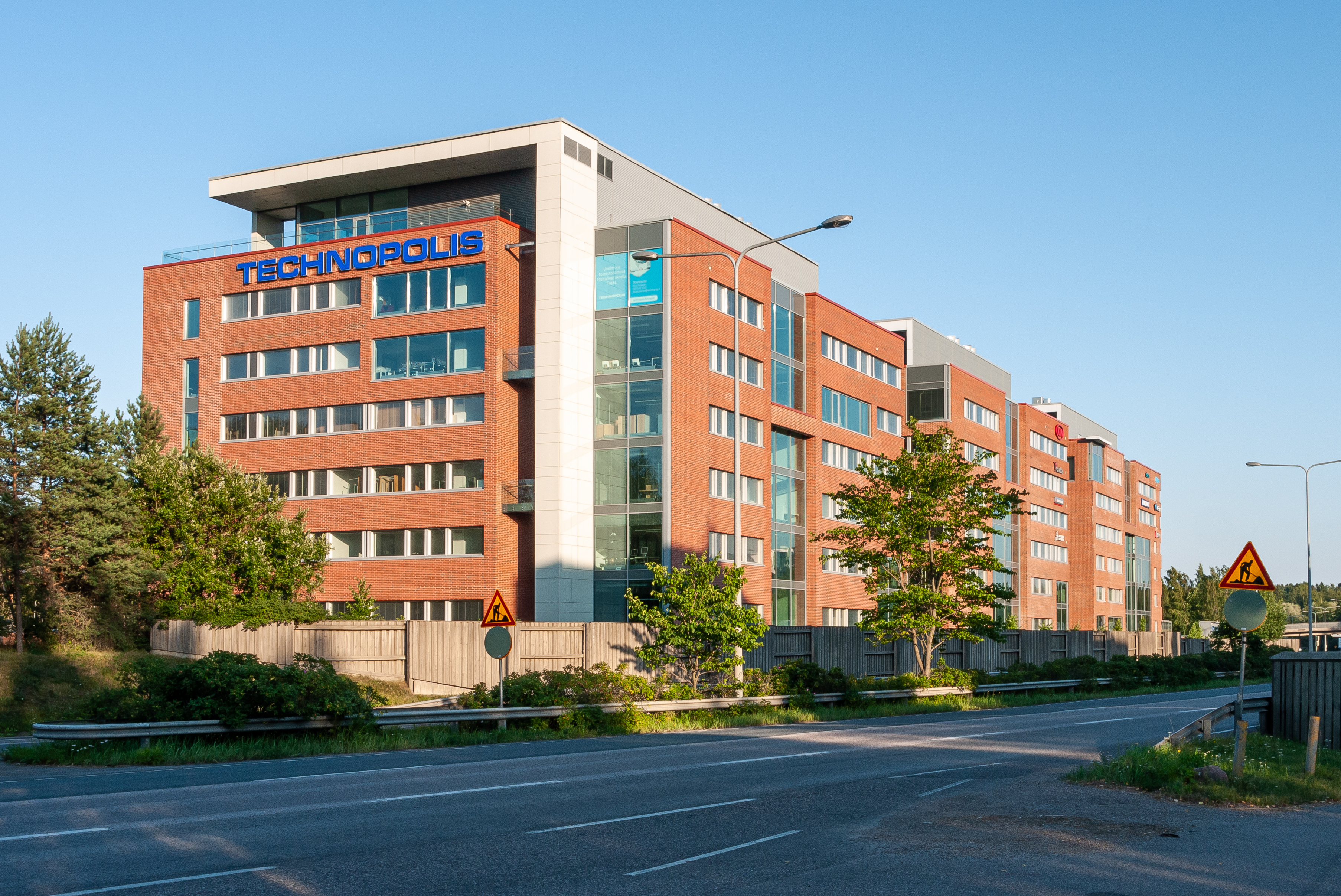
Technopolis Innopoli à Espoo.

En 2021, Technopolis gère 16 campus hébergeant 1 400 entreprises clientes et 48 000 employés dans sept pays d'Europe:
- En Finlande

| Campus          | Lieu     |
| --------------- | -------- |
| Innopoli        | Espoo    |
| Ruoholahti      | Helsinki |
| Aviapolis       | Vantaa   |
| Kontinkangas    | Oulu     |
| Linnanmaa       | Oulu     |
| Peltola         | Oulu     |
| Ydinkeskusta    | Oulu     |
| Hermia          | Tampere  |
| Yliopistonrinne | Tampere  |
| Asemakeskus     | Tampere  |

- Autre pays

| Campus    | Lieu                      |
| --------- | ------------------------- |
| Fornebu   | Oslo, Norvège             |
| Ozas      | Vilnius, Lituanie         |
| Ullevi    | Göteborg, Suède           |
| Ülemiste  | Tallinn, Estonie          |
| Pulkova   | Saint-Pétersbourg, Russie |
| Gasperich | Luxembourg                |

## Actionnaires
De 1999 à 2019, Technopolis était cotée à la Bourse d'Helsinki . 
Le 28 août 2018, Kildare Partners (en) a lancé une offre publique d'achat sur l'ensemble des actions de Technopolis et a proposé 4,65 euros par action.
L'offre publique d'achat a été acceptée et la société a été radiée de la Bourse d'Helsinki en 2019.
Lorsque Kildare Partners a fait une offre publique d'achat, les principaux propriétaires de Technopolis étaient Varma et Mercator Capital.

## Galerie

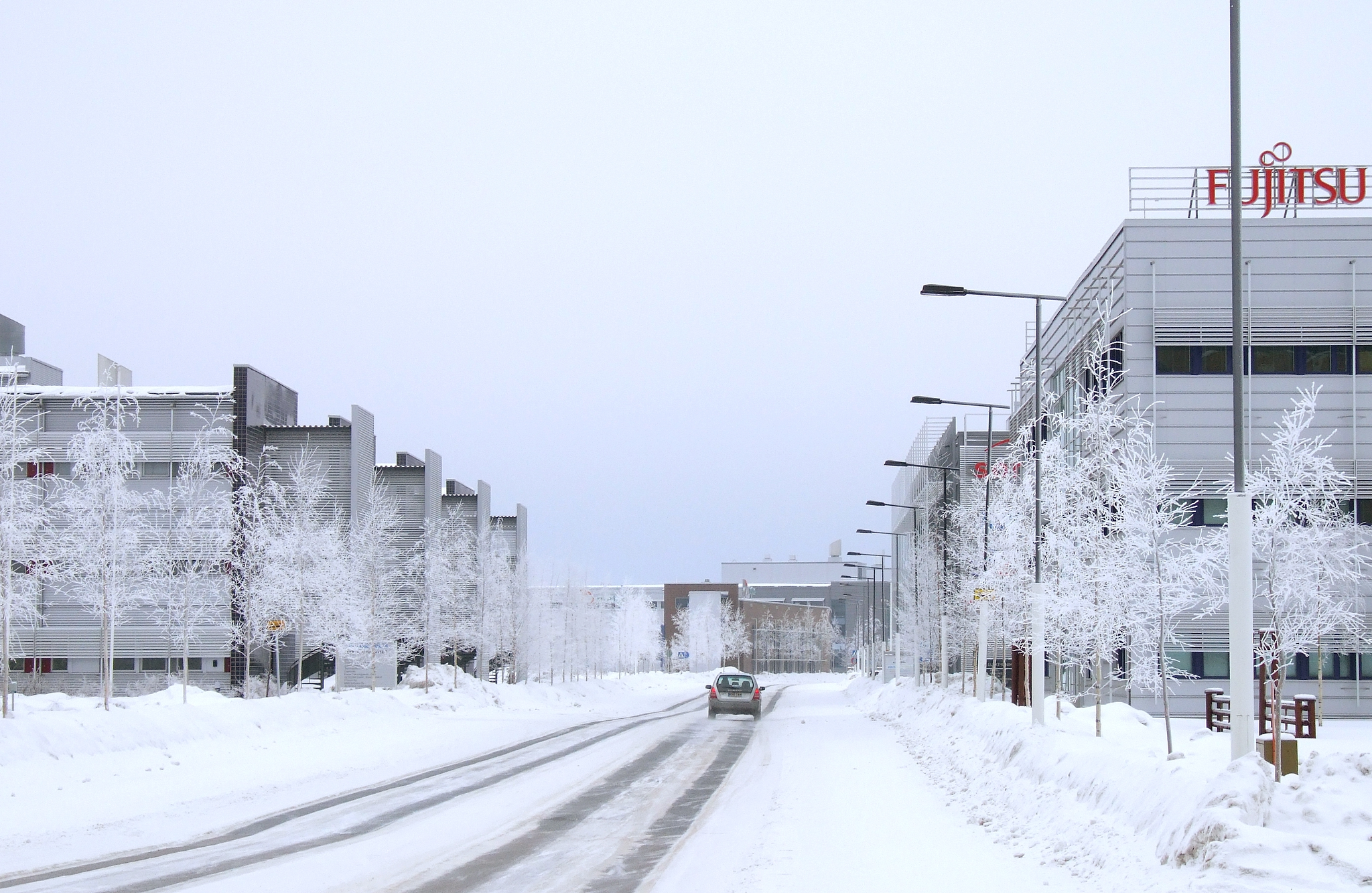
Technopolis de Linnanmaa à Oulu.
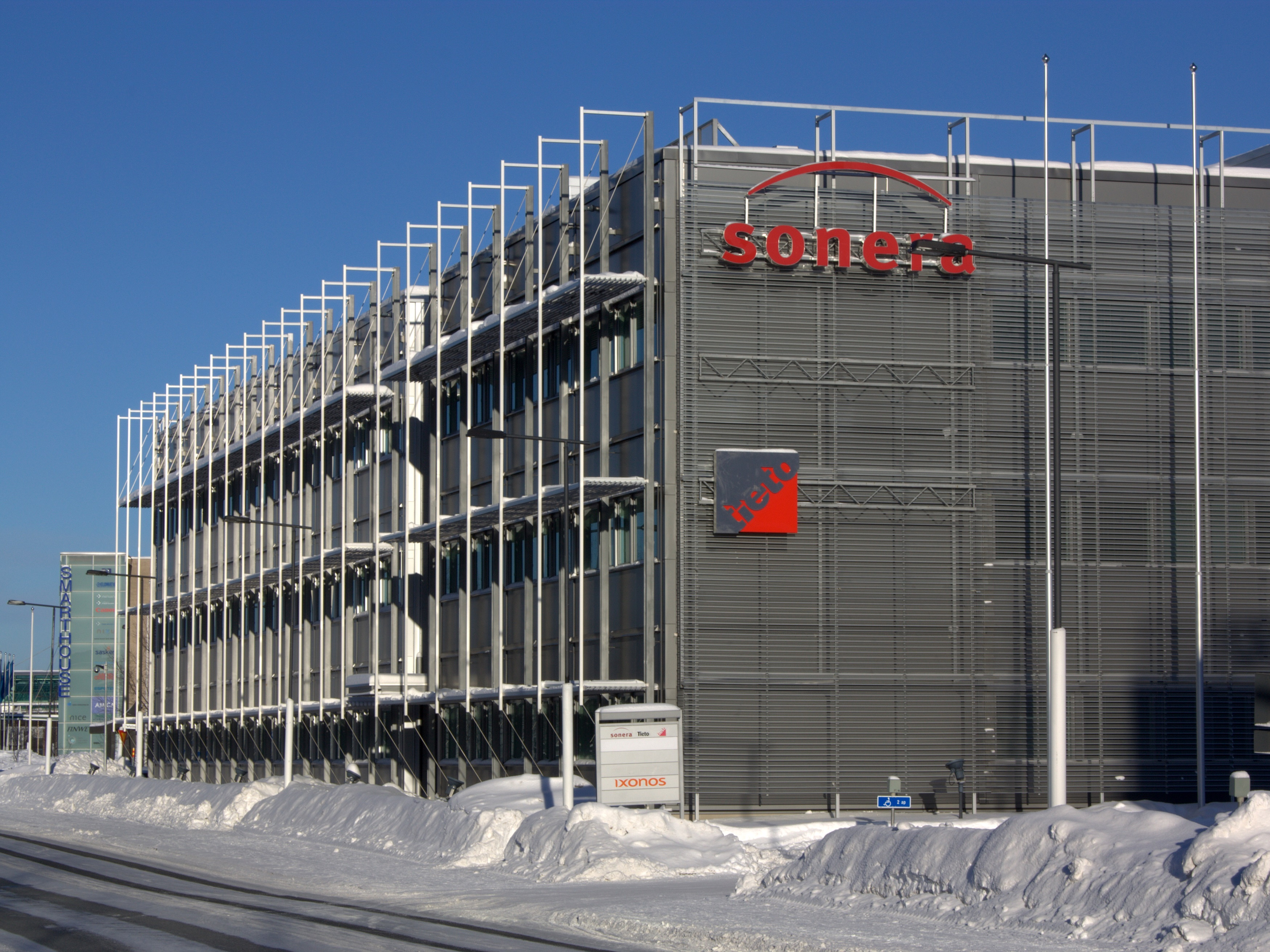
Bâtiment Sonera au Technopolis de Linnanmaa à Oulu.
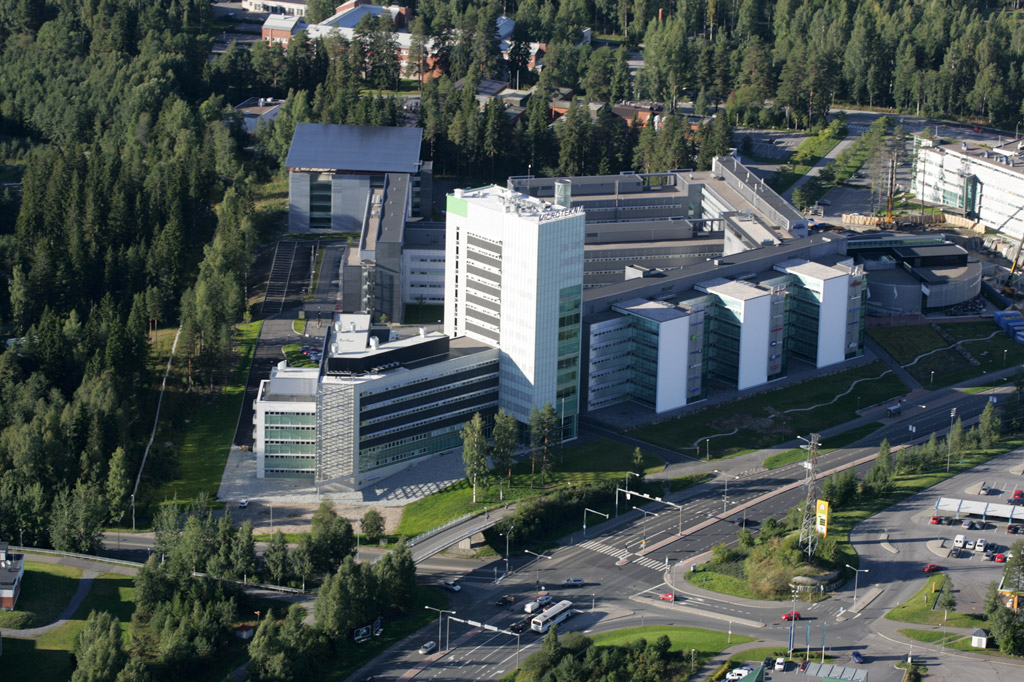
Parc scientifique de Kuopio.
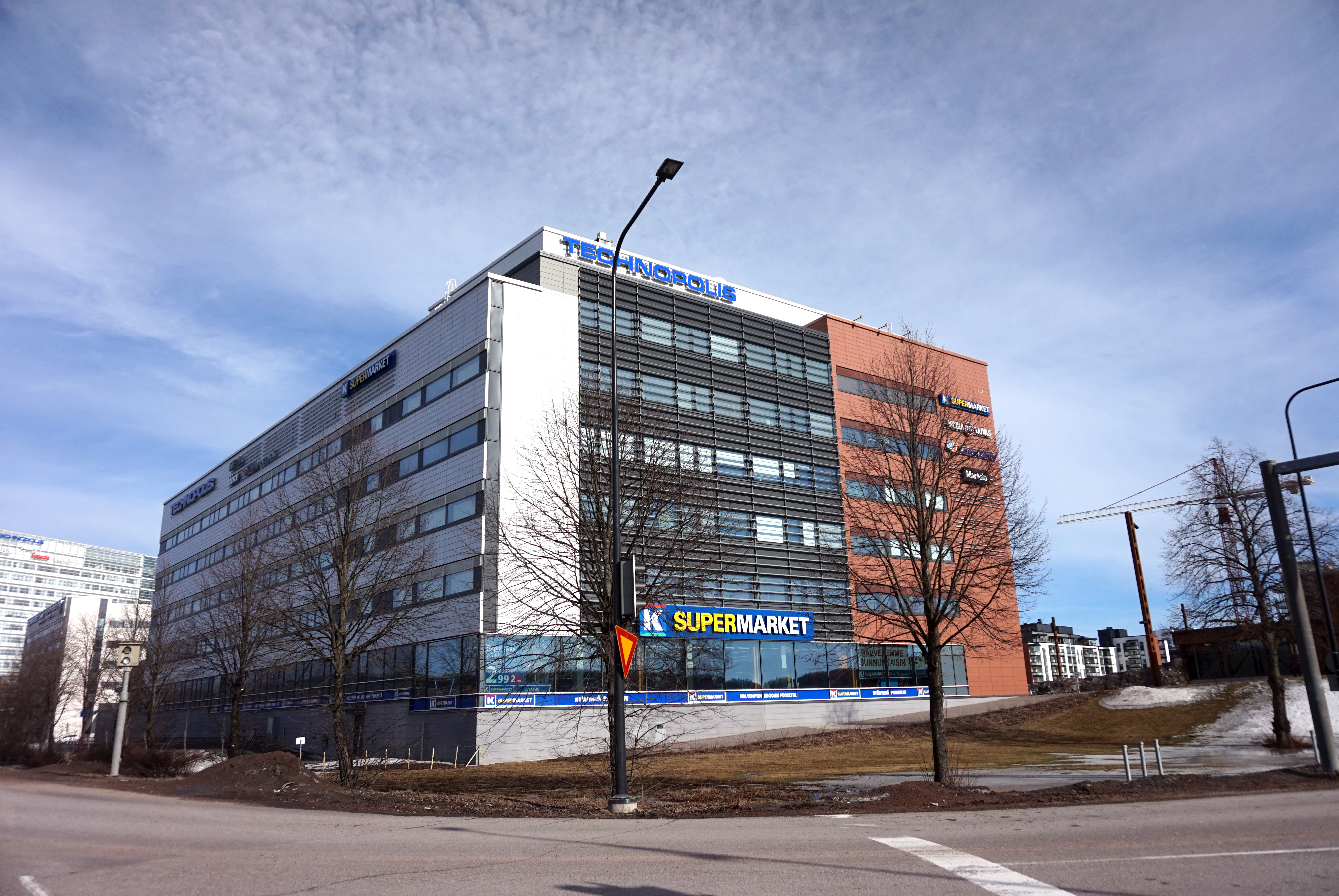
Technopolis, Lutakonaukio, Jyväskylä.
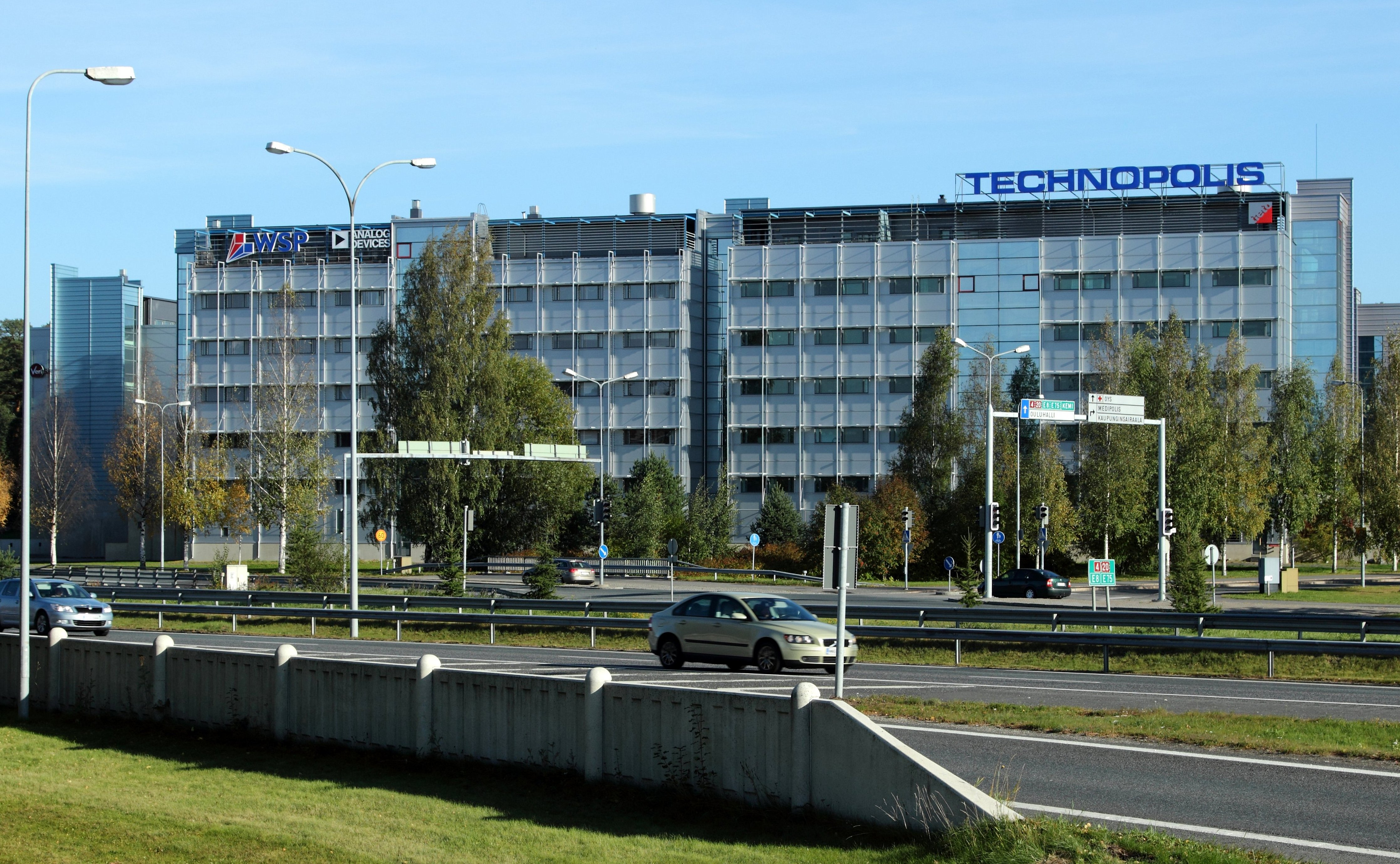
Technopolis de Kontinkangas à Oulu.
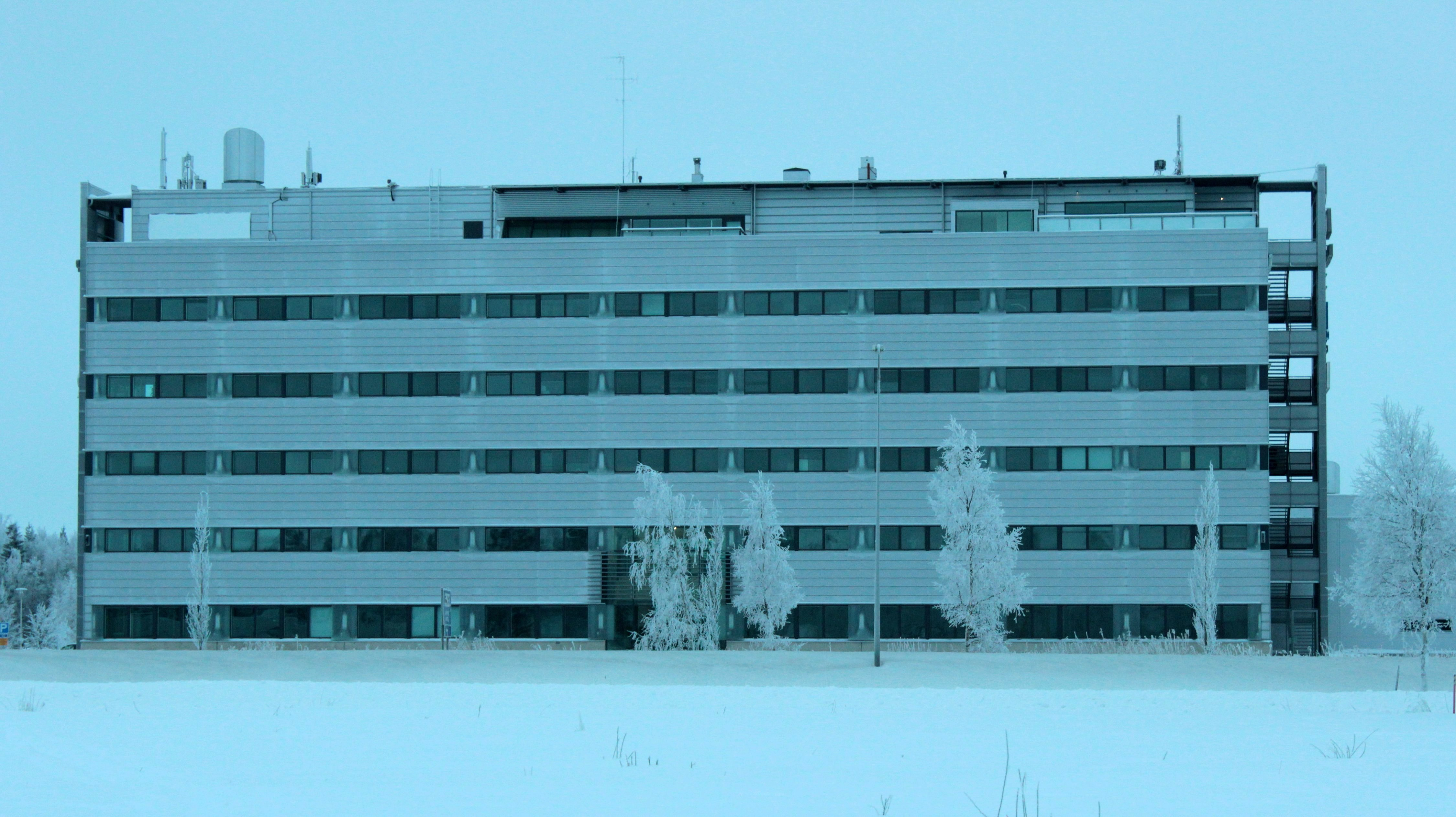
Technopolis de Lentokentäntie à Kempele.